# الشانزلزيه - كليمانصو (مترو باريس)
الشانزلزيه - كليمانصو (بالفرنسية: Champs-Élysées – Clemenceau)‏ هي محطة مترو تابعة لمترو باريس تقع في فرنسا في الدائرة الثامنة في باريس.[بحاجة لمصدر]

## معرض صور

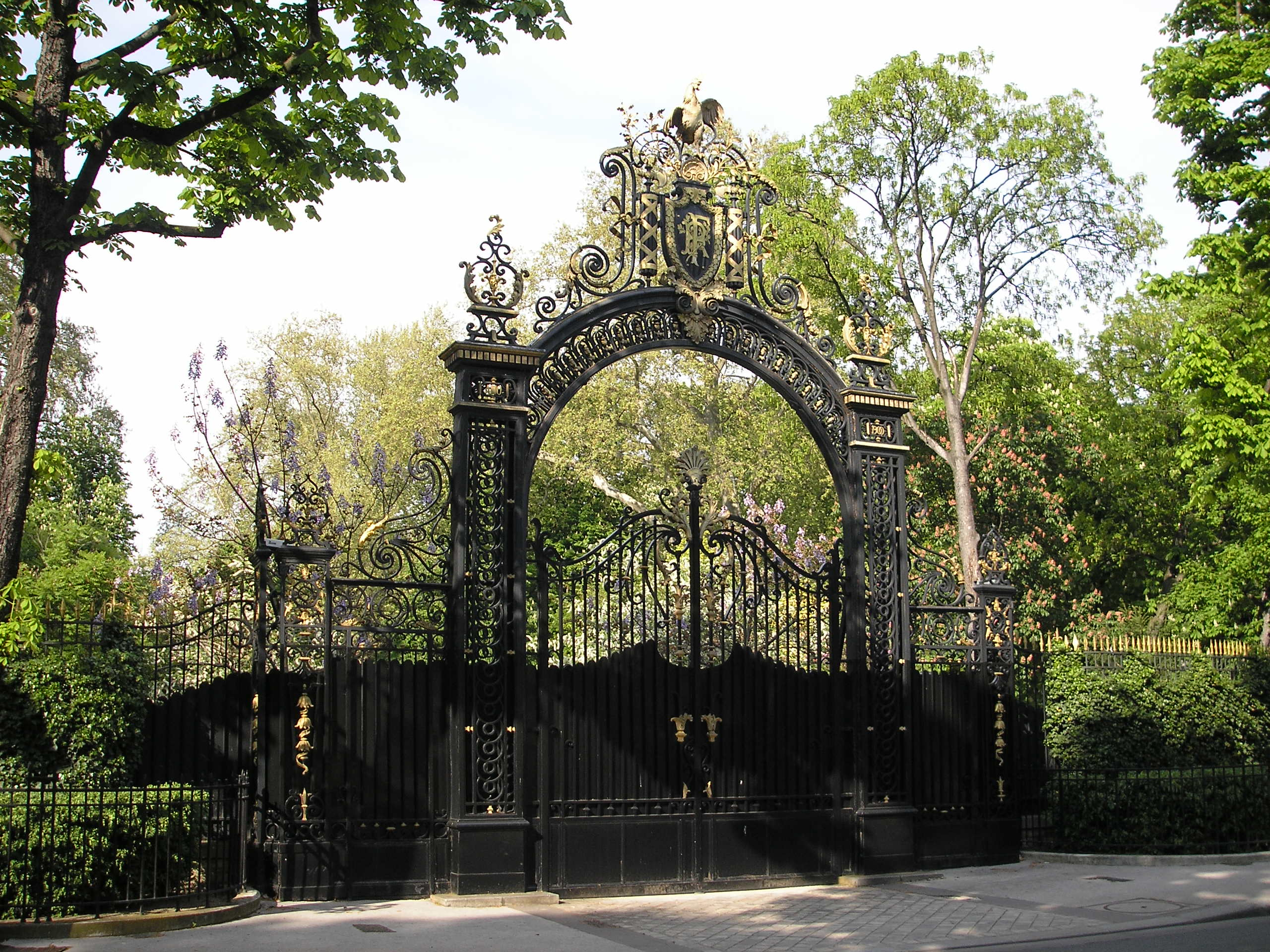
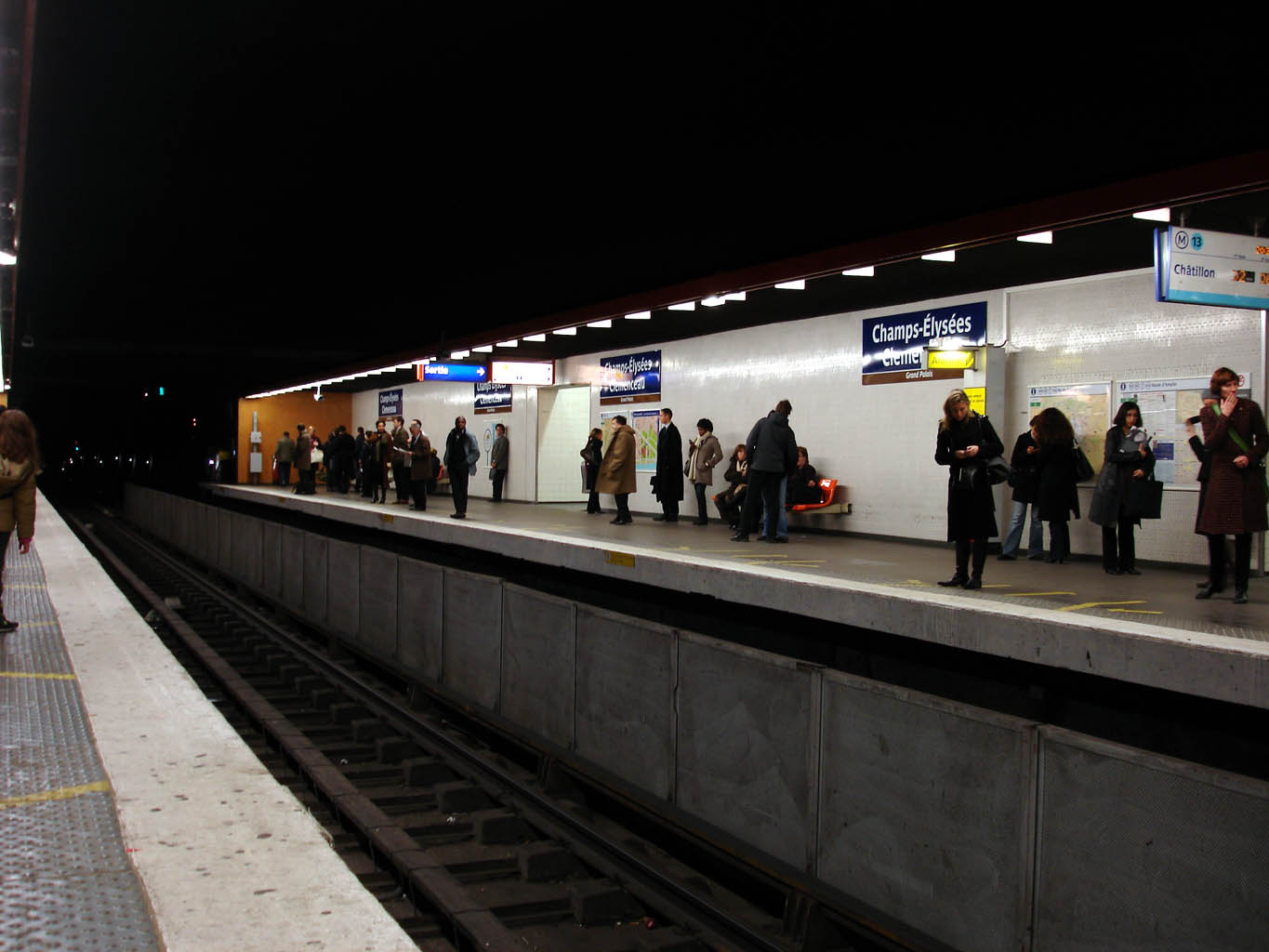
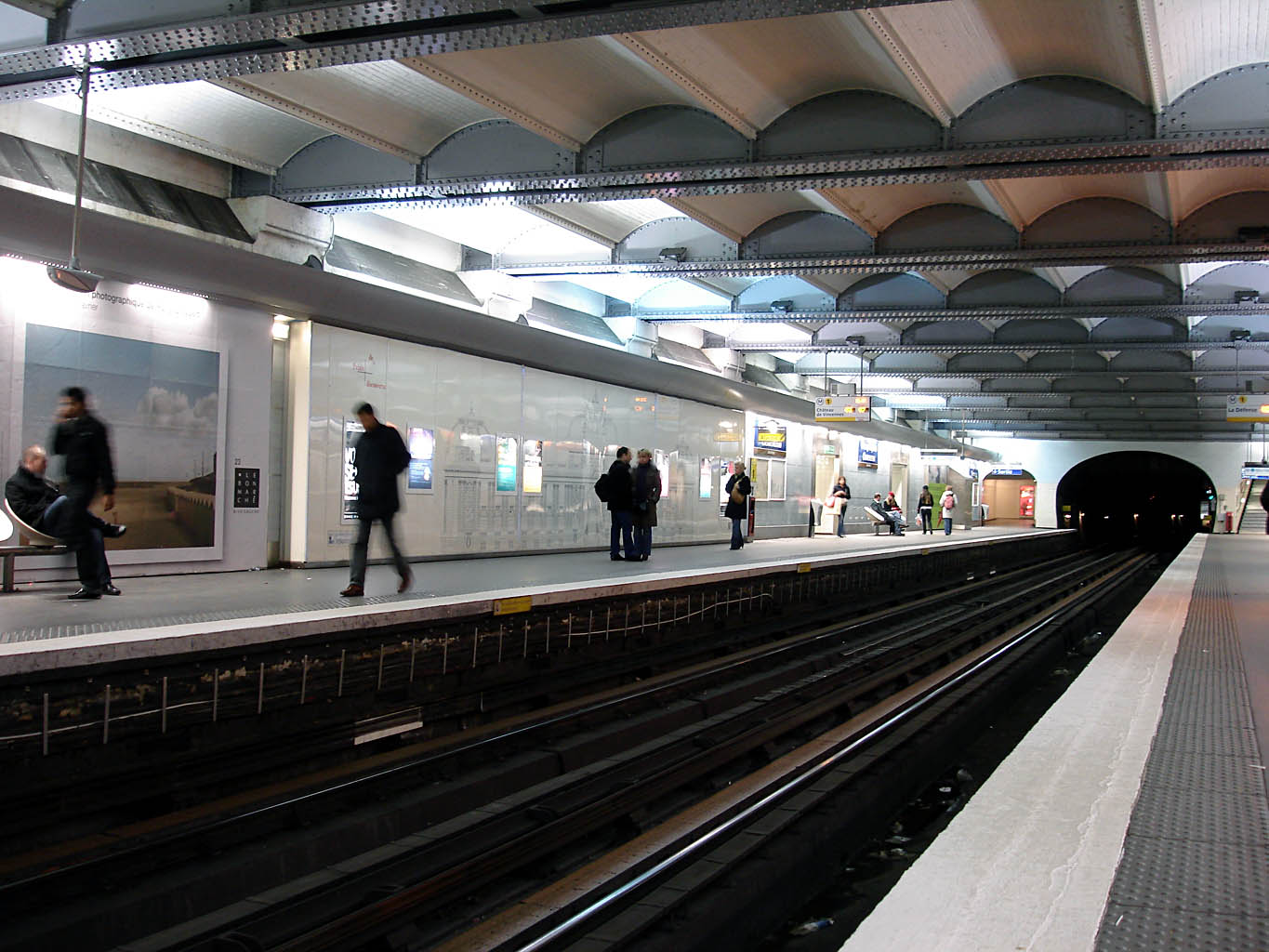